# Valge
Valge (Gronings: vaalg, Fries: fjelling, fjelg of falg is een hoog kleigebied aan de rand van een wierde aan de rand van een kwelderwal, dat in de middeleeuwen  door de bewoners van de wierde gebruikt werd als akkerland voor de teelt van zomergranen, peulvruchten en oliezaden. De valgen waren meestal - net als een es - onderverdeeld in smalle akkers die door meerdere eigenaren werden gebruikt. In de Oost-Friese kleistreek sprak men ook wel over esch(er) of i(e)s.  Op de zandgronden werden dergelijke akkercomplexen garst genoemd.
Het gebruik werd van de valge door gewoonterecht geregeld. Ter bescherming tegen grazend vee werden de akkers soms omringd door sloten of heggen; meestal hadden de belanghebbenden tevens het recht op naweide.
Het braak laten liggen van een akker om het onkruid beter te kunnen bestrijden en de vruchtbaarheid te doen verbeteren, werd later in het Gronings ook wel zomervalgen genoemd. De uitdrukking valge werd tot de 19e eeuw gebruikt voor al het braakliggende land.
De naam is wijdverbreid in de Groningse landstreken Hunsingo en Fivelingo. Valgen zijn onder andere nog aanwezig bij Garnwerd en Biessum. Verder komt de term voor in geografische plaatsaanduidingen zoals de wegen Valge en Achtervalge in Leens en de Oostervalge en Westervalge te Warffum.